# Civil Defense (Star Trek: Deep Space Nine)
"Civil Defense" és el setè episodi de la tercera temporada de la sèrie de televisió de ciència-ficció estatunidenca Star Trek: Deep Space Nine, el 53è de tota la sèrie. Originalment es van emetre en redifusió a partir del 7 de novembre de 1994. Fou dirigit per Reza Badiyi en base a un guió de Mike Krohn.
Ambientada al segle XXIV, la sèrie segueix les aventures a Espai Profund 9, una estació espacial situada prop d'un forat de cuc estable entre els Quadrants Alfa i Gamma de la Via Làctia, prop del planeta Bajor, mentre els bajorans es recuperen d'una brutal ocupació de dècades pels imperialistes cardassians. En aquest episodi, l'estació es tanca com a resultat d'un programa de seguretat que es remunta als dies en què era una estació minera controlada pels cardassians.

## Argument
Mentre renoven l'antiga unitat de processament de mineral de l'estació, el cap O'Brien i Jake Sisko fan engegar accidentalment un vell programa de seguretat cardassià, que estava configurat per posar l'estació en confinament en cas d'un aixecament bajorà durant l'ocupació.
O'Brien, Jake i el Comandant Sisko estan atrapats a la unitat de processament de mineral. Les proteccions a prova del sistema impedeixen que la resta de la tripulació accedeixi a la zona o que transporti les persones atrapades. Quan Jake permet que ell mateix, el seu pare i O'Brien escapin arrossegant-se per una rampa de mineral, una gravació de Gul Dukat, l'exprefecte cardassià de l'estació, anuncia que els bajorans rebels han escapat, i tota l'estació es tanca. La Major Kira, el Dr. Bashir i la Tinent Dax estan atrapats al centre d'operacions. El cap de seguretat Odo està consternat en trobar-se tancat a la seva oficina amb Quark.
Mentre la tripulació treballa per aixecar el programa de confinament, s'activa un altre sistema de seguretat. L'enregistrament de Dukat adverteix a la tripulació que tot l'anell d'hàbitat aviat s'inundarà amb gas verinós. L'exespia cardassià Garak aconsella a la tripulació que tanqui el sistema de suport vital, cosa que evitarà l'alliberament del gas verinós. Quan ho fan, l'enregistrament de Dukat anuncia que l'estació s'autodestruirà en dues hores. Quan Garak intenta piratejar l'ordinador, fent-se passar per les credencials de Dukat, un altre sistema de seguretat construeix un disruptor que dispara explosions aleatòries al voltant d'Ops, obligant la tripulació a refugiar-se.
De sobte, el veritable Dukat es teletransporta a Ops. Pregunteu a la tripulació sobre la seva situació abans de desactivar el disruptor. Dukat intenta utilitzar la seva influència per aconseguir que la Major Kira accepti la col·locació d'una guarnició cardassiana a l'estació, però ella s'hi nega. Un nou programa de seguretat, dissenyat pels seus superiors, impedeix que Dukat es teleporti per evitar que Dukat abandoni el seu lloc com a acte de covardia durant una revolta de treballadors. A més, els seus codis d'accés ara estan revocats. Ara, ningú, ni tan sols Dukat, podrà sortir de la zona abans de l'autodestrucció.
O'Brien i els Sisko han aconseguit sortir de la unitat de processament de mineral detonant el mineral sobrant. Des d'Operacions, Dax aconsegueix apagar els camps de força establerts a tots els passadissos de l'estació. Amb deu minuts restants, Sisko es dirigeix a l'ordinador que controla el blindatge de l'estació i enforteix els escuts prou per absorbir l'energia del sistema d'autodestrucció de l'estació, salvant l'estació.

## Actors convidats
- Andrew J. Robinson - Garak
- Marc Alaimo - Dukat
- Danny Goldring - Llegat Kell

## Producció
La idea bàsica de Mike Krohn per a aquest episodi era una història relativament barata que descrigués la batalla entre l'home i la màquina. Tanmateix, va resultar extremadament difícil desenvolupar-la en un guió acabat. Tots els membres de l'equip de guionistes de la sèrie van intentar abordar-ho, però tots els suggeriments van ser inicialment rebutjats pel productor Michael Piller. Finalment, l'equip de guionistes va aconseguir produir una versió del guió que va satisfer Piller.

## Recepció
En una revisió d'aquest episodi del 2014, The A.V. Club la va qualificar de "bona hora de televisió" i la va elogiar com una "història emocionant i intel·ligent que satisfà les expectatives del gènere...."
Keith DeCandido, de Tor.com, va donar a l'episodi una puntuació de 6 sobre 10 i el va qualificar com un episodi lleugerament superior a la mitjana de "Star Trek: Deep Space Nine". Li va agradar la representació de tots els personatges i la idea que cada intent de resoldre el problema només empitjora les coses. Tanmateix, després de veure'l diverses vegades, va notar nombroses debilitats a l'episodi: va pensar que hauria encaixat perfectament a la primera temporada, quan O'Brien encara havia de reparar molts danys després que els cardassians haguessin marxat. Tanmateix, aquesta història li va semblar força inadequada a la tercera temporada, ja que el programa ocult s'hauria d'haver descobert fa molt de temps i els contenidors que contenien el gas mortal s'haurien d'haver retirat fa molt de temps. DeCandido va trobar la constel·lació de personatges només parcialment reeixida. Va pensar que els esdeveniments d'Ops estaven ben realitzats. Tanmateix, va trobar la trama que involucrava els Sisko i O'Brien emocionant només al principi i al final de l'episodi, mentre que passa molt poc a la part central. Per a DeCandido, el confinament d'Odo i Quark a l'oficina de seguretat no contribueix en res a la trama general.
El 2016, Caroline Siede de Vox va incloure aquest episodi entre els 25 possibles punts d'entrada a l'univers Star Trek.

## Llançament
L'episodi es va publicar el 3 de juny de 2003 a Amèrica del Nord com a part del conjunt de DVD de la temporada 3. L'episodi també es va publicar el 2017 en DVD amb el conjunt de la sèrie completa de 48 discs, que té 176 episodis de la sèrie.